# Lauerz
Lauerz est une commune suisse du canton de Schwytz, située dans le district de Schwytz.

## Géographie

Vue aérienne (1960)

Selon l'Office fédéral de la statistique, Lauerz mesure 9,23 km2.

## Démographie
Selon l'Office fédéral de la statistique, Lauerz possède 1 124 habitants fin 2022. Sa densité de population atteint 122 hab./km².
Le graphique suivant résume l'évolution de la population de Lauerz entre 1850 et 2008 :